# Ахаєв Пилип Петрович
Пилип Петрович Ахаєв (нар. 1918, — пом. 1979) — радянський військовик, Герой Радянського Союзу (1943).

## Біографія
Народився 24 листопада 1918 року в селі Риндино (нині Порецький район Чувашії) у селянській родині. Ерзя. Освіта початкова. Працював секретарем сільради.
З 1938 року у РСЧА.
З червня 1941 року брав участь в німецько-радянській війні. Відзначився у на Курській дузі та битві за Дніпро.
9 липня 1943 року командир гармати 200-го гвардійського легкого артилерійського полку (3-тя гвардійська легка артилерійська бригада, 1-ша гвардійська артилерійська дивізія прориву, 60-та армія, Центральний фронт) гвардії старший сержант Ахаєв у районі села Соборівка (Кромський район Орловської області)) зі своїм розрахунком стрільбою прямим наведенням підбив 3 німецькі танки T-IV, чим сприяв відбиттю атаки противника.
4 жовтня 1943 року в бою на Лютізькому плацдармі знищив декілька ворожих кулеметів, протитанкових гармат, автомашин з боєприпасами.
У 1945 році закінчив Військово-політичне училище у місті Іваново. Брав участь у радянсько-японській війні в 1945 році.
З липня 1946 року у запасі. Працював у Ростовській та Іркутській областях.
Помер 4 березня 1979 року.

## Звання та нагороди
17 жовтня 1943 року Пилипу Петровичу Ахаєву присвоєно звання Героя Радянського Союзу.
Також нагороджений:
- орденом Леніна
- орденом Червоного Прапора.
- медалями